# Ludwik (detergent)
Ludwik – pierwszy w Polsce płyn do mycia naczyń, produkowany od 1964 roku przez Grupę INCO (wcześniej INCO-Veritas S.A.). Jego sposób wytwarzania został opatentowany pod nr. 50169 w roku 1965. Współtwórcami wynalazku są inż. Hanna Majchert oraz inż. Zbigniew Korda. Właścicielem patentu zostały Zjednoczone Zespoły Gospodarcze INCO Warszawa, obecnie Grupa INCO. Pierwotnie Ludwik sprzedawany był w szklanych opakowaniach. Od lat 90. produkt sprzedawany jest w białej butelce z zielonym logo.
W latach 60. producent Ludwika przeprowadził pierwszą kampanię reklamową pod hasłem „Ludwiku, do rondla!”. Odniosła ona sukces – przełamywała stereotyp na temat podziału ról w gospodarstwie domowym.
Marką Ludwik sygnowana jest gama produktów chemii gospodarczej, m.in. płyny i balsamy do mycia naczyń, preparaty do zmywarek, uniwersalne środki czystości, a także środki do prania.
W skład produkującej Ludwika Grupy Chemii Gospodarczej INCO należą zakłady produkcyjne w Górze Kalwarii, Suszu, Borowie i Izabelinie.

## Nagrody
- Złoty Laur Konsumenta (2005, 2006, 2008, 2009, 2010)
- Oskar FMCG (2006)
- Medal Europejski (2006)
- Towar Roku (2006, 2007, 2009, 2010)
- Platynowy Laur Konsumenta (2007)
- Perła Rynku FMCG 2007
- Laur Konsumenta – Odkrycie Roku (2008, 2009)
- Srebrny Laur Konsumenta (2008)
- Przebój FMCG (2010, 2011)
- Perła Rynku FMCG (2010)
- Złoty Paragon (2011)
- Marka i Marketer Roku 2011
- Marka Godna Zaufania Trusted Brand (2011)